# Megalechis thoracata

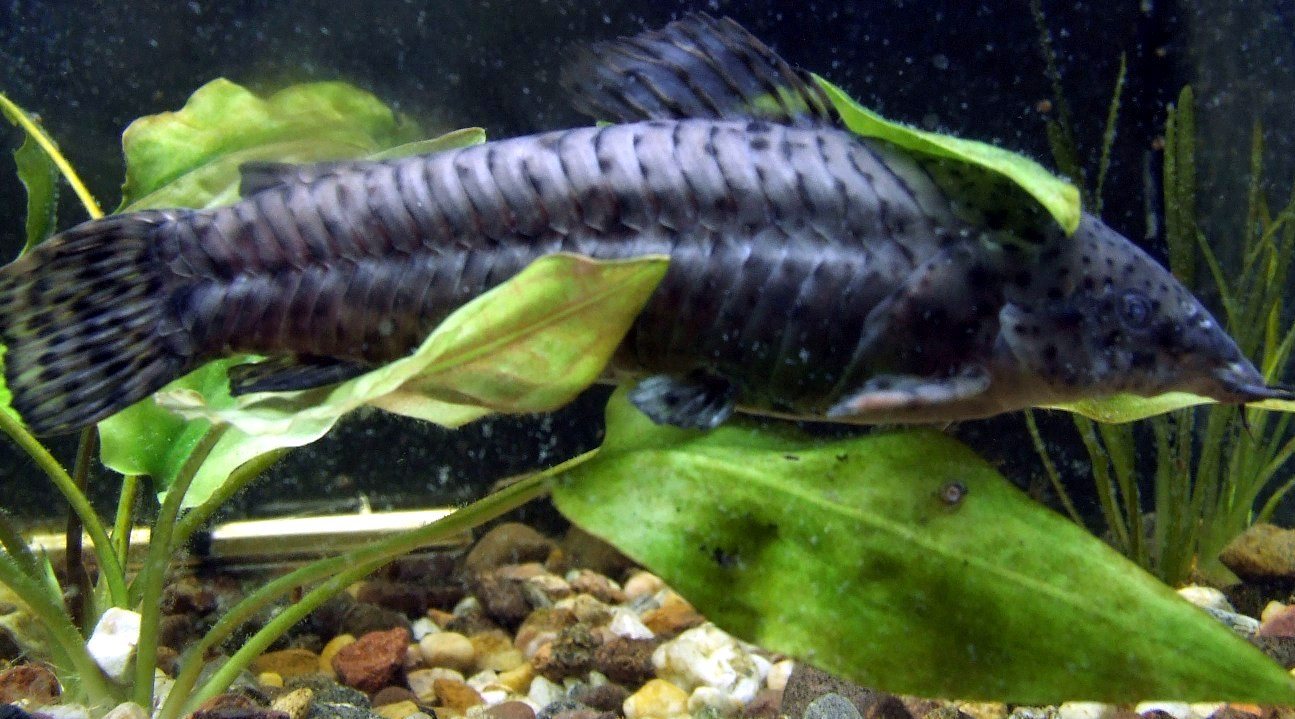
Megalechis thoracata

Megalechis thoracata és una espècie de peix de la família dels cal·líctids i de l'ordre dels siluriformes.

## Morfologia
- Els mascles poden assolir 12,4 cm de longitud total.[1]

## Hàbitat
És un peix d'aigua dolça i de clima tropical.

## Distribució geogràfica
Es troba a Sud-amèrica: conques dels rius Amazones, Orinoco i Paraguai, i rius costaners de les Guaianes i el nord del Brasil.